# 2000 PX29
2000 PX29, também escrito como 2000 PX29, é um objeto transnetuniano (TNO) que está localizado no cinturão de Kuiper, uma região do Sistema Solar. Este corpo celeste é classificado como um cubewano. Ele possui uma magnitude absoluta (H) de 7,6 e, tem um diâmetro estimado com cerca de 133 km.

## Descoberta
2000 PX29 foi descoberto no dia 05 de agosto de 2000 pelo astrônomo M. J. Holman.

## Órbita
A órbita de 2000 PX29 tem uma excentricidade de 0.058 e possui um semieixo maior de 42.485 UA. O seu periélio leva o mesmo a uma distância de 40.018 UA em relação ao Sol e seu afélio a 44.952.